# Chrysochalcissa
Chrysochalcissa är ett släkte av steklar. Chrysochalcissa ingår i familjen gallglanssteklar.
Kladogram enligt Catalogue of Life:
| Chrysochalcissa | \| \| Chrysochalcissa afra \| \| \| \| \| \| Chrysochalcissa indica \| \| \| \| \| \| Chrysochalcissa olivacea \| \| \| \| \| \| Chrysochalcissa oviceps \| \| \| \| \| \| Chrysochalcissa physomeri \| \| \| \| |
|                 | \| \| Chrysochalcissa afra \| \| \| \| \| \| Chrysochalcissa indica \| \| \| \| \| \| Chrysochalcissa olivacea \| \| \| \| \| \| Chrysochalcissa oviceps \| \| \| \| \| \| Chrysochalcissa physomeri \| \| \| \| |
|                 | Chrysochalcissa afra |
|                 | |
|                 | Chrysochalcissa indica |
|                 | |
|                 | Chrysochalcissa olivacea |
|                 | |
|                 | Chrysochalcissa oviceps |
|                 | |
|                 | Chrysochalcissa physomeri |
|                 | |